# Sawantwadi
Sawantwadi is een nagar panchayat (plaats) in het district Sindhudurg van de Indiase staat Maharashtra. 

## Demografie
Volgens de Indiase volkstelling van 2001 wonen er 22.871 mensen in Sawantwadi, waarvan 50% mannelijk en 50% vrouwelijk is. De plaats heeft een alfabetiseringsgraad van 82%. 